# Spoorlijn Valleroy-Moineville - Villerupt-Micheville
De Spoorlijn Valleroy-Moineville - Villerupt-Micheville is een voormalige spoorlijn tussen Valleroy en Villerupt in Frankrijk. De spoorlijn was 43,4 km lang en had als lijnnummer 220 000.

## Geschiedenis
De spoorlijn is aangelegd door de Compagnie des chemins de fer de l'Est en geopend tussen 1879 en 1907. Zoals veel spoorlijnen in de regio is deze lijn aangelegd voor het vervoer van delfstoffen. De annexatie van Meurthe-et-Moselle door Pruisen verhinderde het verbinden van Villerupt met de spoorlijn van Audun-le-Tiche, waarvan een aftakking op 36 meter van het station lag, maar nooit is aangesloten. De sluiting van de mijnen in de omgeving leidde tot onbruik van de spoorlijn waarna deze voor het grootste gedeelte werd opgebroken.

## Aansluitingen
In de volgende plaatsen was er een aansluiting op de volgende spoorlijnen:
Valleroy-Moineville
RFN 085 000, spoorlijn tussen Saint-Hilaire-au-Temple en Hagondange
Audun-le-Roman
RFN 204 000, spoorlijn tussen Mohon en Thionville
RFN 218 000, spoorlijn tussen Baroncourt en Audun-le-Roman
Villerupt-Micheville
RFN 203 000, spoorlijn tussen Longwy en Villerupt-Micheville

## Elektrische tractie
Het gedeelte tussen Valleroy-Moineville en Audun-le-Roman werd in 1956 geëlektrificeerd met een spanning van 25.000 volt 50 Hz. In 1965 volgde het gedeelte tussen Audun-le-Roman en Villerupt. 